# Даоинь яншэн гун
Даоинь яншэн гун (кит. трад. 導引養生功, пиньинь Dǎo yǐn yǎngshēng gōng) — система оздоровительного цигун, созданная профессором Чжан Гуанде (кит. трад. 张广德, пиньинь Zhāng Guǎngdé), 8й дуань Ушу, из Пекинского Университета Спорта, бывшего Пекинского Университета Физкультуры. Система упражнений основана на классических принципах Цигун и призвана дополнять методы современной медицины при лечении различных заболеваний и их профилактике.

## Этимология
Даоинь (кит. трад. 導引, пиньинь Dǎo yǐn) — одно из классических названий Цигун. Яншэн (кит. трад. 養生, пиньинь Yǎngshēng) — даосский термин, означающий поддержание здоровья, его можно перевести как «взращивание жизни». Целиком название Даоинь яншэн гун означает регулирование тела, дыхания и ума с помощью упражнений даоинь.

## Описание
Эта система основана на философии И Цзин и принципах Традиционной Китайской Медицины: Инь и Ян, пяти элементах, теории меридианов, понятии о плотных и полых органах. Даоинь яншэн гун была удостоена Национальной Премии Китая за технический прогресс в физической культуре, включена в национальную программу укрепления здоровья, также используется в других странах для реабилитации больных и пожилых людей.
При выполнении упражнений Даоинь яншэн гун особый акцент делается на соединении внимания с движением тела. Для этого используются различные методы:
- концентрация внимания на точках акупунктуры (Биологически активные точки);
- ведение внимания вдоль меридианов;
- даосская практика Большого и Малого Небесного Круга.

В упражнениях используются спиралевидные движения конечностей, чтобы стимулировать определённые точки на запястьях и лодыжках. Напряжение и расслабление сочетаются, во время тренировки применяется мягкое растяжение без напряжения.

## История
По словам профессора Чжан Гуанде, он начал создавать систему Даоинь яншэн гун в 1974 году, чтобы использовать свой опыт занятий Ушу и Тайцзицюань для собственного оздоровления. C 1982 года он продолжал разрабатывать свою систему упражнений в Пекинском Университете Спорта. Пекинский университет физкультуры сделал оздоровительную гимнастику Даоинь новой специализированной дисциплиной, по которой в 1989 г. были открыты магистратура и аспирантура. В 1993 году был создан «Центр Даоинь яншэн гун» при Пекинском Институте УШУ для изучения и развития этого направления. Сама кафедра «Даоинь яншэн гун» была создана в 2005 году при Пекинском Институте УШУ, входящим в состав Пекинского Спортивного Университета. Сейчас эта кафедра выпускает специалистов с высшим образованием по Цигун. Выпускники кафедры работают в больницах, санаториях, реабилитационных центрах, высших и средних учебных заведениях.
В 2005 году был создан Международный Институт Даоинь яншэн гун в Биарриц (Франция). По данным на 2011 год, более 4 млн человек в Китае и по всему миру практикуют Даоинь яншэн гун.
Один раз в 2 года в Китае проводятся международные соревнования по Даоинь яншэн гун.
Ассоциации Даоинь яншэн гун существуют в России, Германии, Франции, Италии, Нидерландах. Российская ассоциация была создана в 2008 году В. А. Бутримовым, 7й дуань Даоинь яншэн гун, при поддержке Пекинского Университета Спорта.

## Комплексы упражнений
Даоинь яншэн гун включает в себя следующие уровни:
- базовые упражнения для регуляции тела, дыхания, ума и Ци/крови;
- упражнения для восстановления различных функциональных нарушений:
  - укрепляющий здоровье и продлевающий жизнь (кит. трад. 导引保健功, пиньинь Dǎo yǐn bǎojiàn gōng), 2 комплекса;
  - 12 методов, сохраняющих здоровье (кит. трад. 导引养生功十二法, пиньинь Dǎo yǐn yǎngshēng gōng shí'èr fǎ);
  - укрепляющий сердце и улучшающий кровь (кит. трад. 舒心平血功, пиньинь Shūxīn píng xuè gōng), 2 комплекса;
  - искусство по поддержанию ци и укреплению легких (кит. трад. 益气养肺功, пиньинь Yì qì yǎng fèi gōng), 2 комплекса;
  - мастерство по гармонизации желудка и укреплению селезёнки (кит. трад. 和胃健脾功, пиньинь Hé wèi jiàn pí gōng), 2 комплекса;
  - восстановление и укрепление энергии Ци почек и потенции (кит. трад. 育真补元功, пиньинь Yù zhēn bǔ yuán gōng), 2 комплекса;
  - укрепляющий печень и нормализующий работу желчного пузыря (кит. трад. 舒肝利胆功, пиньинь Shū gān lì dǎn gōng), 2 комплекса;
  - мастерство по укреплению костей и суставов (кит. трад. 疏筋壮骨功, пиньинь Shū jīn zhuàng gǔ gōng), 2 комплекса;
  - пробудить мозг и успокоить ум (кит. трад. 醒脑宁神功, пиньинь Xǐng nǎo níng shéngōng);
  - прояснить глаза и вернуть хорошее зрение (кит. трад. 明目还视功, пиньинь Míng mù hái shì gōng);
  - 99 форм для омоложения (кит. трад. 九九还童功, пиньинь Jiǔjiǔ huán tóng gōng);
  - цигун при сахарном диабете (кит. трад. 三消九治功, пиньинь Sān xiāo jiǔ zhì gōng);
  - 49 форм — мастерство использования меридианов (кит. трад. 四十九式经络动功, пиньинь Sìshíjiǔ shì jīngluò dòng gōng)[13].

- формы Даоинь яншэн гун Тайцзи:
  - упражнения с мечом (кит. трад. 养生太极剑, пиньинь Yǎngshēng tàijí jiàn);
  - упражнения с саблей (кит. трад. 养生太极刀, пиньинь Yǎngshēng tàijí dāo);
  - упражнения с веером (кит. трад. 养生太极单扇, пиньинь Yǎngshēng tàijí dān shàn);
  - упражнения с жезлом (кит. трад. 养生太极棒, пиньинь Yǎngshēng tàijí bàng);
  - Тайцзи чжан для сердца и легких (кит. трад. 强心益肺太极掌, пиньинь Qiáng xīn yì fèi tàijí zhǎng);
  - Тайцзи чжан для селезёнки и почек (кит. трад. 滋肾补脾太极掌, пиньинь Zī shèn bǔ pí tàijí zhǎng);
  - Тайцзи чжан для печени и желчного пузыря (кит. трад. 舒肝利胆太极掌, пиньинь Shū gān lì dǎn tàijí zhǎng)[14].

- упрощённые упражнения (сидя) для больных или пожилых людей:
  - укрепление сердца в сидячем положении (кит. трад. 坐势强心功, пиньинь Zuò shì qiáng xīn gōng);
  - поддержание легких в положении сидя (кит. трад. 坐势益肺功, пиньинь Zuò shì yì fèi gōng);
  - упражнения сидя для острого слуха (кит. трад. 坐势聪耳功, пиньинь Zuò shì cōng ěr gōng);
  - форма сидя для желудка и селезёнки (кит. трад. 坐势补脾功, пиньинь Zuò shì bǔ pí gōng);
  - укрепить тело в сидячем положении (кит. трад. 坐势健身, пиньинь Zuò shì jiànshēn), 2 комплекса;
  - поддержание печени в положении сидя (кит. трад. 坐势保肝功, пиньинь Zuò shì bǎo gān gōng);
  - тонизирующие упражнения сидя (кит. трад. 坐势固坚功, пиньинь Zuò shì gù jiān gōng);
  - предотвращение застоя в сидячем положении (кит. трад. 坐势行滞功, пиньинь Zuò shì xíng zhì gōng);
  - снять паралич в сидячем положении (кит. трад. 坐势除痹功, пиньинь Zuò shì chú bì gōng);
  - укрепление здоровья детей в положении сидя (кит. трад. 儿童健身操, пиньинь Értóng jiànshēn cāo)[15].